# Margita Vozárová
Margita Vozárová (Červená Skala, 21 maggio 1927 – 1994) è stata un'astronoma slovacca.
Conosciuta anche come Margita Kresáková (avendo sposato nel 1954 Ľubor Kresák), si è interessata in particolare di studi sulle meteore e sulle comete.
La Vozárová ha lavorato per l'Istituto d'astronomia dell'Accademia slovacca delle scienze di Bratislava, prestando servizio in particolare all'osservatorio astronomico di Skalnaté Pleso.

## Scoperte e riconoscimenti
La Vozárová ha scoperto una cometa, la C/1954 O1 Vozarova.
Le è stato dedicato un asteroide, 9821 Gitakresáková.